# Gustavo García Naranjo
Gustavo García Naranjo (ur. 1 lipca 1944 w Caracas) – wenezuelski duchowny rzymskokatolicki, w latach 1997–2020 biskup Guarenas.